# 孔雀 KUJAKU
『孔雀 KUJAKU』（原題: 三条人、英題: Away With Words）は、TimeWarp製作の日本と香港の合作映画。
『恋する惑星』などで知られるカメラマン、クリストファー・ドイルの監督デビュー作である。自分の居場所を探して香港の街を彷徨い続ける日本人青年アサノの姿を描く。

## キャスト
- 浅野忠信 - アサノ
- ケヴィン・シャーロック
- クリスタ・ヒューズ
- シュー・メイチン